# Øymarks kommun
Øymarks kommun (norska: Øymark kommune) var en kommun i Østfold fylke i sydöstra Norge. Kommunen omfattade den södra delen av nuvarande Markers kommun.

## Administrativ historik
Øymarks kommun upprättades den 1 juli 1903 genom utbrytning ur Aremarks kommun. Kommunen hade 1 832 invånare vid upprättandet.
Den 1 januari 1964 gick Øymarks kommun, tillsammans med Rødenes kommun, upp i den då nybildade Markers kommun. Kommunens hade då 2 091 invånare.